# Nördre Lemmsjön
Nördre Lemmsjön är en sjö i Älvdalens kommun i Dalarna och ingår i Dalälvens huvudavrinningsområde. Sjön har en area på 1,06 kvadratkilometer och ligger 594 meter över havet. Sjön avvattnas av vattendraget Lemman (Svartsjöån).

## Delavrinningsområde
Nördre Lemmsjön ingår i det delavrinningsområde (684411-134574) som SMHI kallar för Utloppet av Nördre Lemmsjön. Medelhöjden är 600 meter över havet och ytan är 3,81 kvadratkilometer. Räknas de 9 avrinningsområdena uppströms in blir den ackumulerade arean 69,57 kvadratkilometer. Lemman (Svartsjöån) som avvattnar avrinningsområdet har biflödesordning 2, vilket innebär att vattnet flödar genom totalt 2 vattendrag innan det når havet efter 458 kilometer. Avrinningsområdet består mestadels av skog (47 procent) och sankmarker (25 procent). Avrinningsområdet har 1,06 kvadratkilometer vattenytor vilket ger det en sjöprocent på 27,9 procent.